# Heinrich Häberlin

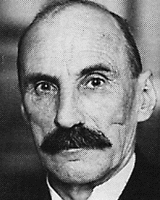
Heinrich Häberlin

Heinrich Häberlin (ur. 6 września 1868, zm. 26 lutego 1947) – szwajcarski polityk, członek Rady Związkowej od 12 lutego 1920 do 12 marca 1934. Kierował departamentem sprawiedliwości i policji (1920-1934). Był członkiem Radykalno-Demokratycznej Partii Szwajcarii.
Pełnił także funkcje przewodniczącego Rady Narodowej (1918–1919) oraz wiceprezydenta (1925, 1930) i prezydenta (1926, 1931) Konfederacji.